# Sibyla Sasko-Lauenburská
Sibyla Sasko-Lauenburská (německy celým jménem Franziska Sibylla Augusta von Sachsen-Lauenburg; 21. ledna 1675, Ratzeburg – 10. července 1733, Ettlingen) se narodila jako dcera vévody Julia Františka Sasko-Lauenburského. Sňatkem s Ludvíkem Vilémem I. Bádenským, známým císařským generálem, přezdívaným Türkenlouis, se stala bádenskou markraběnkou. V letech 1707 až 1727 pak vládla jako regentka za svého syna Ludvíka Jiřího.

## Život

### Dětství
Františka Sibyla Augusta se narodila 21. ledna 1675 na zámku Ratzeburg jako nejmladší dcera vévody Julia Františka Sasko-Lauenburského a jeho manželky Hedviky Falcko-Sulzbašské.
V roce 1676 se rodina přestěhovala do Ostrova v Čechách, kde Sibyla se sestrou strávily dětství. Její starší sestra Anna Marie Františka byla budoucí toskánskou velkovévodkyní jako manželka budoucího toskánského velkovévody Giana Gastona Medicejského. Když jejich matka v roce 1681 zemřela, byla výchova sester svěřena hraběnce Evě Polyxeně z Veršovic. Dívky se učily dvorské etiketě, konverzaci, malbě a hudbě. Sibylu také učil její dědeček Kristián August Falcko-Sulzbašský.
Dvě sestry byly jedinými potomky sasko-lauenburského vévodského páru, a byly tak svým dědictvím žádoucími nevěstami pro zahraniční knížata.
Po otcově smrti v roce 1689 se Sibylina starší sestra stala sasko-lauenburskou vévodkyní. Jejich otec byl podle dvorských klepů otráven hraběnkou Veršovicovou.
Otcovou smrtí vymřela lauenburská linie Askánců po meči. Podle sasko-lauenburských práv však bylo možné následnictví v ženské linii. Tak se Sibyla se sestrou Annou Františkou staly dědičkami vévodství, o něž spolu bojovaly. Nároky na dědictví si dělala také otcova sestřenice Eleonora Šarlota Sasko-Lauenbursko-Franzhagenská. Jejich slabosti využil vévoda Jiří Vilém ze sousedního Brunšviku-Lüneburku, který svými vojsky napadl Sasko-lauenburské vévodství a potlačil tak vzestup Anny Marie jako vévodkyně.
Nárok na dědictví si činily i další monarchie, které vyvolaly konflikt, do něhož se zapojilo sousední Meklenbursko-zvěřínské vévodství a dánské Holštýnsko, stejně askánské Sasko-anhaltského knížectví, saské kurfiřtství, Švédsko a Braniborské markrabství. Konflikt byl konečně urovnán 9. října 1693 a definitivně zbavil nemajetnou Annu Marii a její sestru nároků na vévodství. Ani jedna sestra se svého nároku na vévodství nikdy nevzdala.
Císař Leopold I. odmítl uznat následnictví Jiřího Viléma Brunšvického a tak si ponechal sasko-lauenburský Hadeln, který byl mimo jeho dosah. Teprve jeho syn císař Karel VI. v roce 1728 přiznal Jiřímu Augustovi Sasko-lauenburské vévodství a nakonec legitimizoval převzetí území jeho dědečkem v roce 1689 a 1693. V roce 1731 získal Jiří August z císařského držení také Hadeln.

### Manželství
Sibyla se měla provdat za prince Evžena Savojského, ale dala přednost jinému kandidátovi, o 20 let staršímu a zchudlému Ludvíku Vilémovi I., bádenskému markraběti, který přišel prakticky o všechen majetek kvůli válkám s Francií. Ludvík Vilém byl známým také jako "Turecký Ludvík" (Türkenlouis) kvůli svým slavným výpadům proti Osmanům, jeho snahám proti Ludvíkovi XIV. v poli a v řadách císařské armády. Počátkem roku 1690 odcestoval Ludvík Vilém do Čech na zásnuby za svou mladou nevěstou Sibylou.

### Bádenská markraběnka

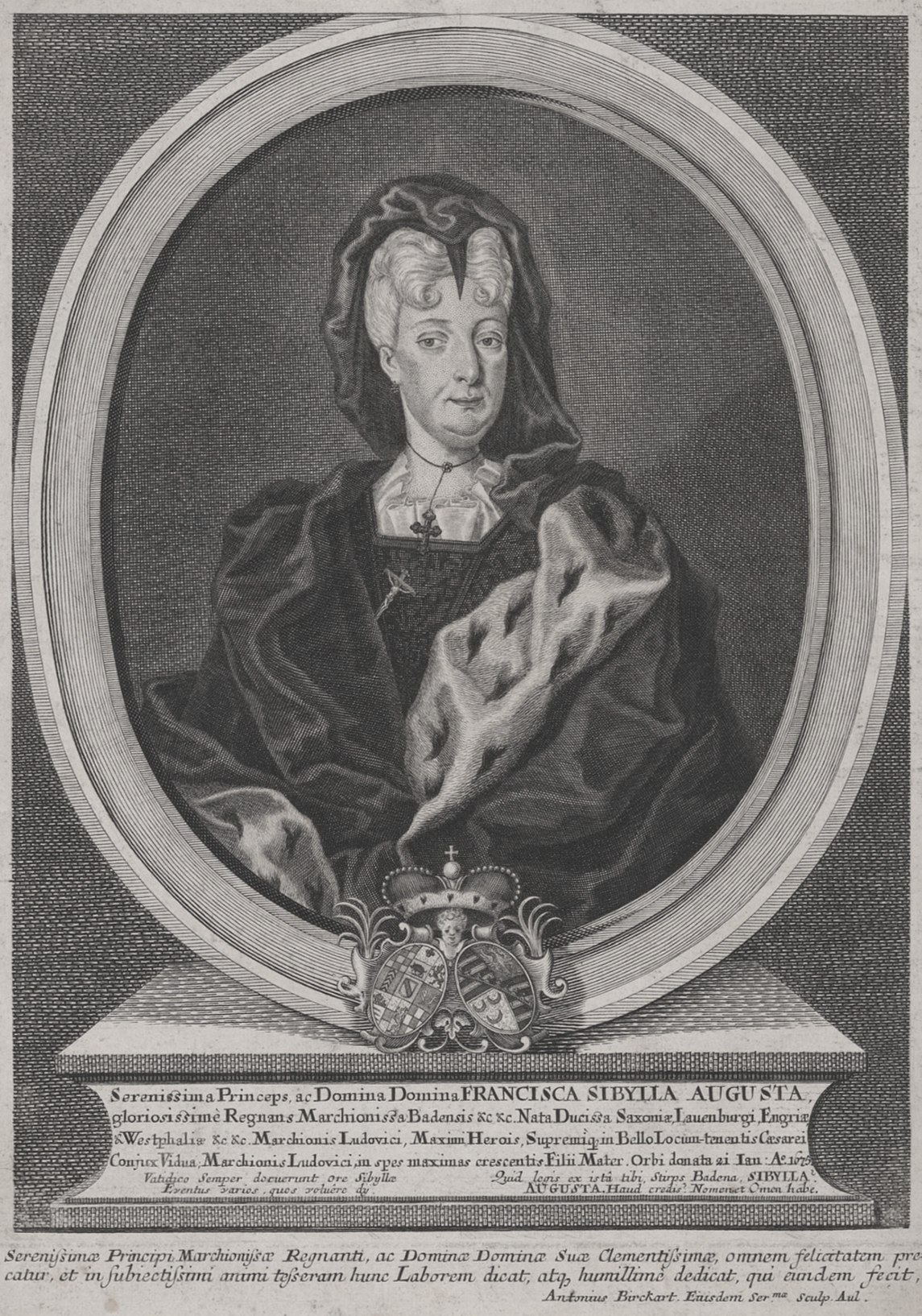
Markraběnka Františka Sibyla na rytině Antona Birkharta.

Do Čech markrabě dorazil 10. ledna 1690. Pár se oficiálně zasnoubil 14. ledna a 27. března 1690 se uskutečnila svatba na zámku v Roudnici nad Labem. Jelikož markraběci rezidence v Baden-Badenu byla poničena francouzskými vojsky, novomanželé se usadili na zámku v Ostrově nad Ohří na Karlovarsku.
Sibylina sestra Anna Marie se provdala za Filipa Viléma Falckého, syna kurfiřta Filipa Viléma Falckého a Alžběty Amálie Hesensko-Darmstadtské, švagra císaře Leopolda I. Když Filip Vilém v roce 1693 zemřel, provdala se Anna Marie znovu za bratrance Ludvíka XIV., Giana Gastona Medicejského, toskánského velkoprince a syna toskánského velkovévody Cosima III. Medicejského a Markéty Luisy Orleánské.
Krátce po sňatku se Sibylou byl však markrabě Ludvík Vilém znovu zapojen do války proti Osmanům. V roce 1691 se uskutečnil jeho největší triumf, bitva u Slankamenu.
Dopisy mezi mladou Sibylou a jejím manželem se ztratily, ale Sibyla měla blízký vztah se svým dědečkem Kristiánem Augustem Falcko-Sulzbašským; z jejich dopisů je zřejmé, že falckrabě svou nejmladší vnučku zbožňoval.
V prvních letech manželství byla Sibyla často oddělena od svého manžela a měla dostatek času na to, aby mohla rozvíjet své osobní zájmy. Brzy se však začala starat o správu svého majetku, což byla zkušenost, ze které později těžila. Chtěla být se svým manželem, a tak se spolu s ním přesouvala z tábora do tábora, což však velmi škodilo jejímu zdraví.

### Potomci
Pár měl celkem devět dětí, většina z nich však zemřela v dětství. Pokud jde o její děti, Sibyle se přezdívalo nešťastná: první těhotenství skončilo potratem; první narozené dítě žilo jen několik měsíců, druhé čtyři roky, třetí šest let, čtvrté dva roky, další zemřelo v šesti letech. Z devíti dětí páru se pouze tři dožili desátého věku života, dva synové a jedna dcera. Ze dvou synů zůstal jeden bezdětný a jeden měl pouze dceru, která však neměla děti. Sibyliným jediným potomstvem byly děti její dcery Augusty, která se provdala za Ludvíka Orleánského, vnuka francouzského krále Ludvíka XIV. Přes Augustu byla Sibyla prababičkou Ludvíka Filipa, krále Francouzů a předkem mnoha novodobých panovníků. Její dcera Augusta zemřela ve 21 letech při porodu.
Děti Františky Sibyly:
1. Leopold Vilém (28. listopadu 1694 – březen 1695)
2. Šarlota (7. srpna 1696 – 16. ledna 1700)
3. Karel Josef (30. září 1697 – 9. března 1703)
4. Vilemína (14. srpna 1700 – 16. května 1702)
5. Luisa (8./9. května 1701 – 23. září 1707)
6. Ludvík Jiří Simpert (7. června 1702 – 22. října 1761), markrabě bádenský od roku 1707 až do své smrti,
⚭ 1721 Marie Anna ze Schwarzenberka (25. prosince 1706 – 12. ledna 1755)
⚭ 1755 Marie Anna Josefa Bavorská (7. srpna 1734 – 7. května 1776)
7. Vilém Jiří Simpert (5. září 1703 – 16. února 1709)
8. Augusta Marie Johana (10. listopadu 1704 – 8. srpna 1726) ⚭ 1724 vévoda Ludvík I. Orleánský (1703–1752)
9. August Jiří Simpert (14. ledna 1706 – 21. října 1771) ⚭ 1735 Marie Viktorie z Arenbergu (1714–1793)

Když v roce 1703 zemřel její druhý syn Karel Josef, podnikla Sibyla první pouť k Marii Einsiedelnské; tuto pouť podnikla ještě sedmkrát.

### Regentkou
V lednu 1707 její manžel Ludvík Vilém I. Bádenský ve věku 51 let zemřel na následky válečného zranění. Jeho nástupcem se stal jejich nejstarší přeživší syn Ludvík Jiří, který byl od svého narození v roce 1702 dědičným bádenským princem.
Ludvíkovi Jiřímu bylo pět let a tak se Sibyla stala regentkou ve jménu svého syna. Sibyla nařídila obnovu Badenu, který byl vlivem válek s Francií velmi zpustošen. Sibyla pevně držela státní finance na uzdě, a když v roce 1727 dosáhl Ludvík Jiří dospělosti, stát opět vzkvétal a jeho jmění bylo značně rozšířené. Kdykoli mohla, vydávala se na poutě k dalším světským poradcům, jakými byli vévoda Leopold Josef Lotrinský a kurfiřt Jan Vilém Falcký. Také hledala duchovní podporu.
Během svého regentství pomohla rekonstruovat a vytvořit mnoho nových nádherných budov včetně paláců a vil.
Ludvík Jiří dosáhl 22. října 1727 ve věku 25 let plnoletosti. Sibyla se pak přestěhovala do svého zámku Ettlingen v Ettlingenu, který adaptovala a zřídila Rytířský sál s freskami a malbami bratří Asamů. V následujících letech pokračovala také v úpravách na ostrovském panství, které byly dokončeny v roce 1733.
V roce 1723 byla její jediná dcera, které říkali Johana, stále ještě svobodná, a tak se Sibyla pokusila najít jí vhodného manžela. Sibyla navrhla dva kandidáty; jedním byl princ Alexandr Ferdinand z Thurn-Taxisu, syn a dědic Anselma Františka Thurn-Taxise, bohatého německého šlechtice z mocné rodiny Thurn-Taxisů. Druhým kandidátem byl francouzský šlechtic Ludvík Orleánský. Sibyla upřednostňovala svazek s Francií, protože by mohl posílit vztahy s mocným sousedem, který před Johaniným narozením zpustošil Baden. Johana však vzhledem ke svým kořenům preferovala svazek s německým šlechticem.
Johana nicméně dala na matku a souhlasila se sňatkem s Ludvíkem Orleánským; na zámku Rastatt se konal obřad v zastoupení, než se 13. července 1724 za vnuka Ludvíka XIV. provdala Johana přinesla rodu Bourbon-Orléans poměrně malé věno 80.000 livrů.

## Pozdější roky
V důchodu Sibyla podnikala různé poutě a pod vlivem kardinála Damiana Huga Philippa von Schönborn vedla velmi pobožný život a navštěvovala různé kláštery.
Sibyla, rozená vévodkyně sasko-lauenburská, markraběnka bádenská a regentka Badenu zemřela 10. července 1733 ve věku 58 let na zámku Ettlingen. Podle instrukcí ve své poslední vůli byla jen s malou okázalostí pohřbena na zámku Rastatt.

## Tituly a oslovení
- 21. ledna 1675 – 27. března 1690: Její Jasnost vévodkyně Sibyla Sasko-Lauenburská
- 27. března 1690 – 4. ledna 1707: Její Jasnost bádenská markraběnka
- 4. ledna 1707 – 22. října 1727: Její Jasnost regentka Badenu
- 22. října 1727 – 10. července 1733: Její Jasnost bádenská markraběnka vdova

## Vývod z předků
|                          |                                           |  |                               |                                           |  |  |  |  |  |  |  | František I. Sasko-Lauenburský |
|                          |                                           |  |                               |                                           |  |  |  |  |  |  |  |                                |
|                          | František II. Sasko-Lauenburský           |  |                               |                                           |  |  |  |  |  |  |  |                                |
|                          |                                           |  |                               |                                           |  |  |  |  |  |  |  |                                |
|                          |                                           |  |                               | Sibyla Saská                              |  |  |  |  |  |  |  |                                |
|                          |                                           |  |                               |                                           |  |  |  |  |  |  |  |                                |
|                          | Julius Jindřich Sasko-Lauenburský         |  |                               |                                           |  |  |  |  |  |  |  |                                |
|                          |                                           |  |                               |                                           |  |  |  |  |  |  |  |                                |
|                          |                                           |  |                               | Julius Brunšvicko-Lüneburský              |  |  |  |  |  |  |  |                                |
|                          |                                           |  |                               |                                           |  |  |  |  |  |  |  |                                |
|                          | Marie Brunšvicko-Lüneburská               |  |                               |                                           |  |  |  |  |  |  |  |                                |
|                          |                                           |  |                               |                                           |  |  |  |  |  |  |  |                                |
|                          |                                           |  |                               | Hedvika Braniborská                       |  |  |  |  |  |  |  |                                |
|                          |                                           |  |                               |                                           |  |  |  |  |  |  |  |                                |
|                          | Julius František Sasko-Lauenburský        |  |                               |                                           |  |  |  |  |  |  |  |                                |
|                          |                                           |  |                               |                                           |  |  |  |  |  |  |  |                                |
|                          |                                           |  |                               | Oldřich Felix Popel z Lobkowicz           |  |  |  |  |  |  |  |                                |
|                          |                                           |  |                               |                                           |  |  |  |  |  |  |  |                                |
|                          | Vilém mladší Popel z Lobkowicz            |  |                               |                                           |  |  |  |  |  |  |  |                                |
|                          |                                           |  |                               |                                           |  |  |  |  |  |  |  |                                |
|                          |                                           |  |                               | Anna Alžběta z Hradce                     |  |  |  |  |  |  |  |                                |
|                          |                                           |  |                               |                                           |  |  |  |  |  |  |  |                                |
|                          | Anna Magdalena z Lobkovic                 |  |                               |                                           |  |  |  |  |  |  |  |                                |
|                          |                                           |  |                               |                                           |  |  |  |  |  |  |  |                                |
|                          |                                           |  |                               | Adam Havel Popel z Lobkowicz              |  |  |  |  |  |  |  |                                |
|                          |                                           |  |                               |                                           |  |  |  |  |  |  |  |                                |
|                          | Benigna Kateřina z Lobkowicz              |  |                               |                                           |  |  |  |  |  |  |  |                                |
|                          |                                           |  |                               |                                           |  |  |  |  |  |  |  |                                |
|                          |                                           |  |                               | Markéta z Mollartu                        |  |  |  |  |  |  |  |                                |
|                          |                                           |  |                               |                                           |  |  |  |  |  |  |  |                                |
| Sibyla Sasko-Lauenburská |                                           |  |                               |                                           |  |  |  |  |  |  |  |                                |
|                          |                                           |  |                               |                                           |  |  |  |  |  |  |  |                                |
|                          |                                           |  | Filip Ludvík Falcko-Neuburský |                                           |  |  |  |  |  |  |  |                                |
|                          |                                           |  |                               |                                           |  |  |  |  |  |  |  |                                |
|                          | August Falcko-Sulzbašský                  |  |                               |                                           |  |  |  |  |  |  |  |                                |
|                          |                                           |  |                               |                                           |  |  |  |  |  |  |  |                                |
|                          |                                           |  |                               | Anna Klevská                              |  |  |  |  |  |  |  |                                |
|                          |                                           |  |                               |                                           |  |  |  |  |  |  |  |                                |
|                          | Kristián August Falcko-Sulzbašský         |  |                               |                                           |  |  |  |  |  |  |  |                                |
|                          |                                           |  |                               |                                           |  |  |  |  |  |  |  |                                |
|                          |                                           |  |                               | Jan Adolf Holštýnsko-Gottorpský           |  |  |  |  |  |  |  |                                |
|                          |                                           |  |                               |                                           |  |  |  |  |  |  |  |                                |
|                          | Hedvika Holštýnsko-Gottorpská             |  |                               |                                           |  |  |  |  |  |  |  |                                |
|                          |                                           |  |                               |                                           |  |  |  |  |  |  |  |                                |
|                          |                                           |  |                               | Augusta Dánská                            |  |  |  |  |  |  |  |                                |
|                          |                                           |  |                               |                                           |  |  |  |  |  |  |  |                                |
|                          | Hedvika Falcko-Sulzbašská                 |  |                               |                                           |  |  |  |  |  |  |  |                                |
|                          |                                           |  |                               |                                           |  |  |  |  |  |  |  |                                |
|                          |                                           |  |                               | Jan VI. Nasavsko-Dillenburský             |  |  |  |  |  |  |  |                                |
|                          |                                           |  |                               |                                           |  |  |  |  |  |  |  |                                |
|                          | Jan VII. Nasavsko-Siegenský               |  |                               |                                           |  |  |  |  |  |  |  |                                |
|                          |                                           |  |                               |                                           |  |  |  |  |  |  |  |                                |
|                          |                                           |  |                               | Alžběta Leuchtenberská                    |  |  |  |  |  |  |  |                                |
|                          |                                           |  |                               |                                           |  |  |  |  |  |  |  |                                |
|                          | Amálie Nasavsko-Siegenská                 |  |                               |                                           |  |  |  |  |  |  |  |                                |
|                          |                                           |  |                               |                                           |  |  |  |  |  |  |  |                                |
|                          |                                           |  |                               | Jan II. Šlesvicko-Holštýnsko-Sonderburský |  |  |  |  |  |  |  |                                |
|                          |                                           |  |                               |                                           |  |  |  |  |  |  |  |                                |
|                          | Markéta Šlesvicko-Holštýnsko-Sonderburská |  |                               |                                           |  |  |  |  |  |  |  |                                |
|                          |                                           |  |                               |                                           |  |  |  |  |  |  |  |                                |
|                          |                                           |  |                               | Alžběta Brunšvicko-Grubenhagenská         |  |  |  |  |  |  |  |                                |
|                          |                                           |  |                               |                                           |  |  |  |  |  |  |  |                                |